# Psammocora vaughani
Psammocora vaughani är en korallart som beskrevs av Yoshitaka Yabe och Sugiyama 1936. Psammocora vaughani ingår i släktet Psammocora och familjen Siderastreidae. IUCN kategoriserar arten globalt som nära hotad. Inga underarter finns listade i Catalogue of Life.